# Vapnö mosses naturreservat
Vapnö mosse är ett naturreservat i Holms och Enslövs socknar i Halmstads kommun i Halland.
Området är 227 hektar stort, skyddat sedan 2001 och ligger strax väster om Åled och Oskarström.

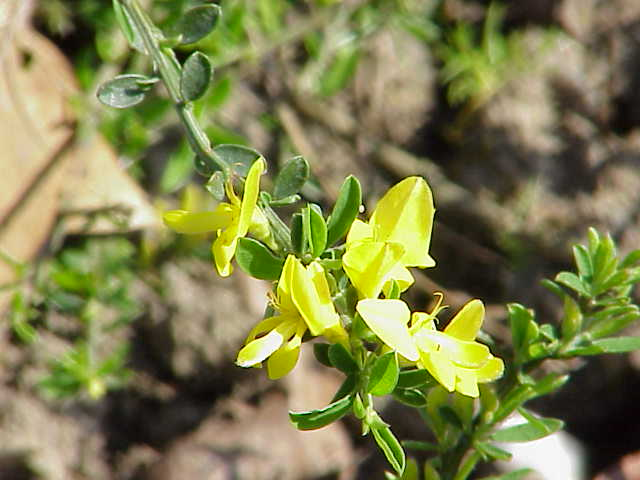
Hårginst

Vapnö mosse är ett myrkomplex omgivet av ek- och bokskog. Här finns kärr och skogar. I denna miljö finns många sällsynta våtmarksarter såsom orkidéerna myggblomster och mossnycklar. Öster om myren finns ljunghed bevarad och här växer den rödlistade hårginsten som är Hallands landskapsblomma.
I området förekommer orre och nattskärra. Norr om mossen finns gammal bokskog. På trädstammarna växer många sällsynta lavar som till exempel liten lundlav, liten ädellav, almlav och mussellav. Öster om mossen växer en tallskog som är över 200 år gammal.